# 第54回国会
第54回国会（だい54かいこっかい）は、1966年（昭和41年）12月27日に召集された通常国会である。召集日に衆議院が解散されたため、会期は召集日である12月27日の1日のみとなった。

## 概要
1964年（昭和39年）11月に誕生した佐藤内閣であったが、そもそもの成立が前首相の池田勇人の病気退陣に伴う総辞職に伴うもので、池田からの後継指名による話し合い決着という、いわば「禅譲」と呼べるものであった（居抜き内閣）。その後、内閣総理大臣であった佐藤栄作は2度の内閣改造を行うも、内閣発足時を含め、佐藤内閣の下では一度も衆議院解散は行っていない状況が続いていた。
一方で、1966年（昭和41年）に田中彰治衆議院議員をはじめとする自由民主党所属議員の不祥事が相次いで（いわゆる「（政界）黒い霧事件」）政治不信を招き、党総裁である佐藤の党内における求心力は低下。佐藤は同年12月1日の第18回臨時党大会で行われた自由民主党総裁選挙で党総裁に再任されるが、現職の総裁であるにもかかわらず得票率は6割強ほどに留まり、「反佐藤」の旗印を掲げた藤山愛一郎と前尾繁三郎に1割以上の得票を許す結果に留まった。
また党外においても、党総裁選挙に伴い内閣改造を念頭に開かれた第53回臨時国会（11月30日召集、12月20日会期末）は、「黒い霧事件」に抗議し早期解散を求める主要野党（日本社会党、民主社会党、公明党）が欠席する中で開かれるという異例の展開となり、自由民主党単独で昭和41年度補正予算案を成立させざるを得ない状況となった。
臨時国会会期末の翌日、佐藤は「衆議院の解散を真剣に考える」と発言。通常国会の開会が迫っているところで、佐藤と佐々木更三（日本社会党中央執行委員長）、西尾末広（民主社会党中央執行委員長）、辻武寿（公明党中央執行委員会委員長）の4党首が国会内で会談、1966年内の解散について「暗黙の了解」を得ることとなった。
かくして1966年12月27日、第54回通常国会が召集され、初日の衆議院本会議の冒頭で綾部健太郎衆議院議長が座席の指定を行ったあと、届けられた解散詔書を読み上げ、衆議院が解散された。いわゆる「黒い霧解散」である。
日本国憲法下では国会召集日の衆議院解散は本例が初めてである。なお、国会召集日の衆議院解散は2024年までに4例あるが、残りの3例は全て臨時国会であり、通常国会が初日に解散されたのはこの回が唯一の例であり、開催された通常国会としては最短の会期でもある。通常国会では年度当初予算案の審議を行うことが通例であるが、年度当初予算案の審議が一切行われなかったという、異例づくしの通常国会でもあった。

### 注記
1. ↑  通常国会は「1月中に召集するのを常例とする」と国会法第2条で定められているが、1991年の国会法改正前は「12月中に召集するのを常例とする」とされていた。
2. ↑  残りの3例は以下のとおり[4]。
  - 第105回国会（1986年（昭和61年）6月2日召集・解散。死んだふり解散参照）
  - 第137回国会（1996年（平成8年）9月27日召集・解散）
  - 第194回国会（2017年（平成29年）9月28日召集・解散）
3. ↑  通常国会自体が開かれなかった年が4回ある。常会#暦年中に常会が召集されなかった例参照。